# 羽石菴
羽石 菴（はねいし いおり、1888年4月10日 - 1971年4月3日）は、日本の政治家、俳人。栃木県芳賀郡茂木町長を務めた。

## 経歴
茂木町河井に生まれる。1912年（明治45年）、栃木師範学校を卒業。物部小、茂木小校長などを経て1947年（昭和22年）の（旧）茂木町長選挙で当選。以後、（旧）茂木町長を2期7年4か月、新設合併後の茂木町長を4期15年10か月務めた。
昭和4年度から13年間校長を務めた物部小では、羽石の指導で週1回放課後に報徳の輪読が行われたという。また、同校の校長在任中には桜町二宮神社の造営に奔走するなど報徳思想の実践に努力した。
なお、羽石は亜雲と号して俳人としても活動した。町長在任中には勲五等双光旭日章、県文化功労章などを受章している。
1971年（昭和46年）4月3日午前0時40分、心不全により茂木町小井戸の自宅で死去した。